# Stutz Bearcat
Stutz Bearcat je historický závodní automobil vyrobený automobilkou Stutz Motor Car Company, v Indianě ve Spojených státech amerických.

## Historie
První Bearcat vyrobil Harry C. Stutz v roce 1911 za pouhých 5 týdnů. Spěchal, aby se mohl zúčastnit proslulého závodu 500 mil v Indianapolis. Do vozu použil osvědčený motor Wisconsin, karoserii vytvořil v duchu tehdejších závodních vozů s nejnutnější výbavou pro řidiče a mechanika. I když vůz nezvítězil, prokázal dobrou výkonnost. Po závodě Stutz vůz "do šroubku" rozebral, aby zjistil opotřebení jednotlivých součástí. Získané zkušenosti použil při stavbě dalších vozů. Jeho metodický postup mu již za několik let přinesl úspěch v podobě titulu mistra Spojených států v silničních závodech

## Technické údaje

### Motor a převodovka
- řadový kapalinou chlazený čtyřválec
- válce motoru odlity po dvojicích ve dvou blocích s nesnímatelnými T hlavami
- zdvihový objem 6285 cm³
- nejvyšší výkon 44 kW (60 hp) při 1500 1/min
- vertikální karburátor Shebler
- samooběžné chlazení podporované větrákem
- třístupňová převodovka s kulisovým řazením

### Hmotnost
- Hmotnost 1400 kg

### Podvozek
- obě nápravy tuhé
- odpružení podélnými půleliptickými pery
- mechanické brzdy pouze na zadních kolech

### Výkony
- maximální rychlost 145 km/h
- spotřeba paliva 25 l/100 km